# Edith M. Flanigen
Edith Marie Flanigen sinh ngày 28.1.1929 tại Buffalo, New York, Hoa Kỳ là một nhà hóa học người Mỹ.
Bà đậu bằng cử nhân ở D'Youville College và bằng thạc sĩ khoa học về hóa lý vô cơ ở Đại học Syracuse năm 1952.
Bà nổi tiếng về công trình tổng hợp các ngọc lục bảo nhân tạo, và sau đó là các zeolit cho các sàng phân tử tại Công ty hóa chất Union Carbide.

## Giải thưởng
- Bà là phụ nữ đầu tiên đoạt Huy chương Perkin năm 1992.
- Huy chương Garvan-Olin năm 1993
- Giải Lemelson-MIT của Học viện Công nghệ Masachusetts năm 2004